# Tierpark Sababurg

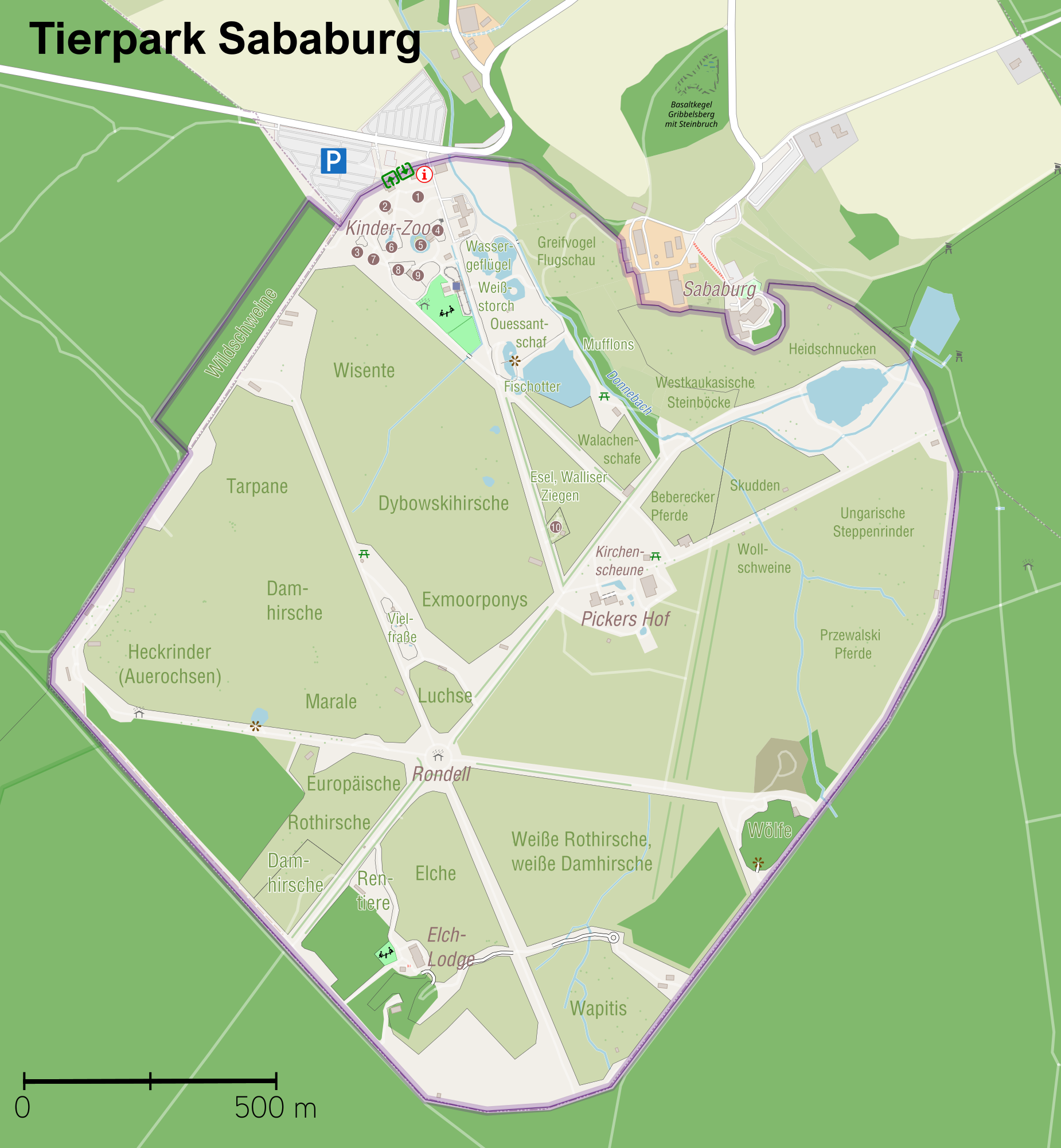
Kaart van Tierpark Sababurg

Tierpark Sababurg is een wildpark bij de Sababurg (voorheen ook wel Zapfenburg) in het Reinhardswald in het district Kassel in de Duitse deelstaat Hessen. In 1957 werd het als wildpark (Thiergarten an der Zapfenburg) opgericht en is sinds 1973 bekend onder de naam Tierpark Sababurg. Met ongeveer 130 ha is het park een van de grootste en oudste van Europa. Lange eikenpaden lopen door het park, in het westen grenzend aan het Urwald Sababurg, een stuk beschermd gebied. In het park leven naast gewone boerderij- en bosdieren ook bedreigde, inheemse soorten.

## Geografische locatie
De wildpark Sababurg, die behoort tot de wijk Hofgeismar van Beberbeck, ligt in het kerngebied van het Reinhardswald, tussen Beberbeck, ongeveer 4 km west-zuidwest, en Gottsbüren, een district van Trendelburg, ongeveer 4,5 km noord-noordwest. Het strekt zich uit direct onder de Sababurg, die op een basaltheuveltop staat, en ligt tussen 275 m (bij de ingang in het noorden) en 355 m boven zeeniveau. NN (bij de Kasseler Tor in het zuiden). De Donnebach, een kleine zijrivier aan de rechterkant van de Holzape, stroomt door de oostelijke en noordelijke parkgebieden in ongeveer zuidoost-noordwestelijke richting. Ten westen van het park grenst de Urwald Sababurg, die behoort tot het gebied zonder rechtspersoonlijkheid van het  Gutsbezirk Reinhardswald.

## Geschiedenis – 1571 tot het einde van de 18e eeuw
De Sababurg, die vanaf 1334 als Zappenburg werd gebouwd, werd vanaf 1490  door landgraaf Wilhelm I (1466–1515) omgebouwd en uitgebreid tot een renaissancejachthuis met stoeterij. In de loop van de volgende 70 jaar ontstonden er uitgestrekte weilanden onder het kasteel, dat nu “Zapfenburg” heette. Tussen 1567 en 1571 liet landgraaf Wilhelm IV (1532-1592), die zeer geïnteresseerd was in natuurwetenschappen, het terrein omringen door een vijf kilometer lange en drie meter hoge muur van steengroevesteen. Een deel van het gebied werd bevolkt met oerossen (nu uitgestorven), damherten, witte herten, gemzen, elanden en rendieren voor de jacht en voor onderzoeksdoeleinden. Naast de paddocks voor de fokpaarden was de wildpark op kasteel Zapfenburg de eerste in zijn soort in Europa die niet toegankelijk was voor het publiek.
In 1724 liet landgraaf Carl von Hessen (1654-1730) de stoeterij verhuizen naar Beberbeck. Delen van de wildpark bleven in gebruik als weiland, terwijl de wildverblijven zwaar overwoekerd waren met bomen.
Na de bezetting door Franse soldaten van 1760 tot 1763 tijdens de Zevenjarige Oorlog (1756-1763) werd de Sababurg alleen nog gebruikt als boswachtershuis en raakte in verval. Onder landgraaf Friedrich II (1720-1785) werd het park rond 1770 heringericht in de geest van de barok en bruikbaar gemaakt als jachtpark. Er werd een rotonde gecreëerd met zes stervormige doorgangen die vanuit de omheining leidden en die vandaag de dag nog steeds herkenbaar zijn als eikenlanen. Tijdens deze verbouwing werd de laan, die bijna in een rechte lijn van Holzhausen naar Sababurg liep, verplaatst naar een pad buiten de dierentuin. Op dat moment was de dierentuin echter geen dierenpark meer, omdat de Hessische landgraven er aan het einde van de 18e eeuw niet meer in geïnteresseerd waren. De meeste bomen werden gekapt en de wildhekken verwijderd om meer weidegrond te creëren voor de paardenfokkerij van Beberbeck.

## Faciliteiten
Tot de faciliteiten van het wildpark behoren naast de veehouderij ook een kinderboerderij, speeltuin, museum, een boerderijschool en een herberg. Er zijn drie onderdelen in het park wat betreft de dieren. In het Urwildpark leven de bedreigde, inheemse wilde dieren. Ook wordt hier geprobeerd bijna uitgestorven diersoorten opnieuw te fokken. Bij het Huistierhof worden oude landbouw- en huisdieren verzorgd en ook gefokt. De Kinderzoo houdt dieren die aangeraakt kunnen worden of in ieder geval van dichtbij gezien kunnen worden. Niet alleen inheemse dieren leven hier, maar ook exotische als de Humboldtpinguïn en de Bennettwallaby.

## Bezoekersaantallen
Sinds de heropening van de wildpark in 1973 is het aantal bezoekers elk jaar toegenomen. Zo is tussen 1998 en 2004 het aantal bezoekers gestegen van 105.000 naar 148.000. In 2005 verwelkomde de wildpark zijn 4,5 miljoenste gast en bereikte een jaarlijks gemiddelde van 140.000 bezoekers. In 2008 lag het aantal bezoekers rond de 180.000, in 2011 ruim 250.000 en in 2014 al 320.000. Na 327.457 bezoekers in 2016 werd in 2019 een nieuw record gevestigd met 352.000 bezoekers.

## Lijst van algemene verwijzingen
1. ↑  (de) Karten und Daten zum Naturschutz in Deutschland. www.bfn.de. Geraadpleegd op 26 maart 2024.
2. 1 2  (de) Dornröschenschloss Sababurg. web.archive.org (17 augustus 2010). Gearchiveerd op 17 augustus 2010. Geraadpleegd op 28 maart 2024.
3. ↑  HNA, persbericht van 28 december 2009 (Duits)
4. ↑  HNA, persbericht van 19 januari 2012 (Duits)
5. ↑  (de) Tierpark will bald ohne Zuschuss auskommen. www.hna.de (27 januari 2015). Geraadpleegd op 26 maart 2024.
6. ↑  (de) Schon 300.000 Besucher: Tierpark Sababurg erneut auf Rekordkurs. www.hna.de (23 oktober 2017). Geraadpleegd op 26 maart 2024.
7. ↑  (de) 1,1 Millionen für Tierpark Sababurg. www.hna.de (8 februari 2020). Geraadpleegd op 26 maart 2024.